# Epidonta transversa
Epidonta transversa är en fjärilsart som beskrevs av M.Gaede 1928. Epidonta transversa ingår i släktet Epidonta och familjen tandspinnare. Inga underarter finns listade i Catalogue of Life.